# St. Stefan (Sonneberg)

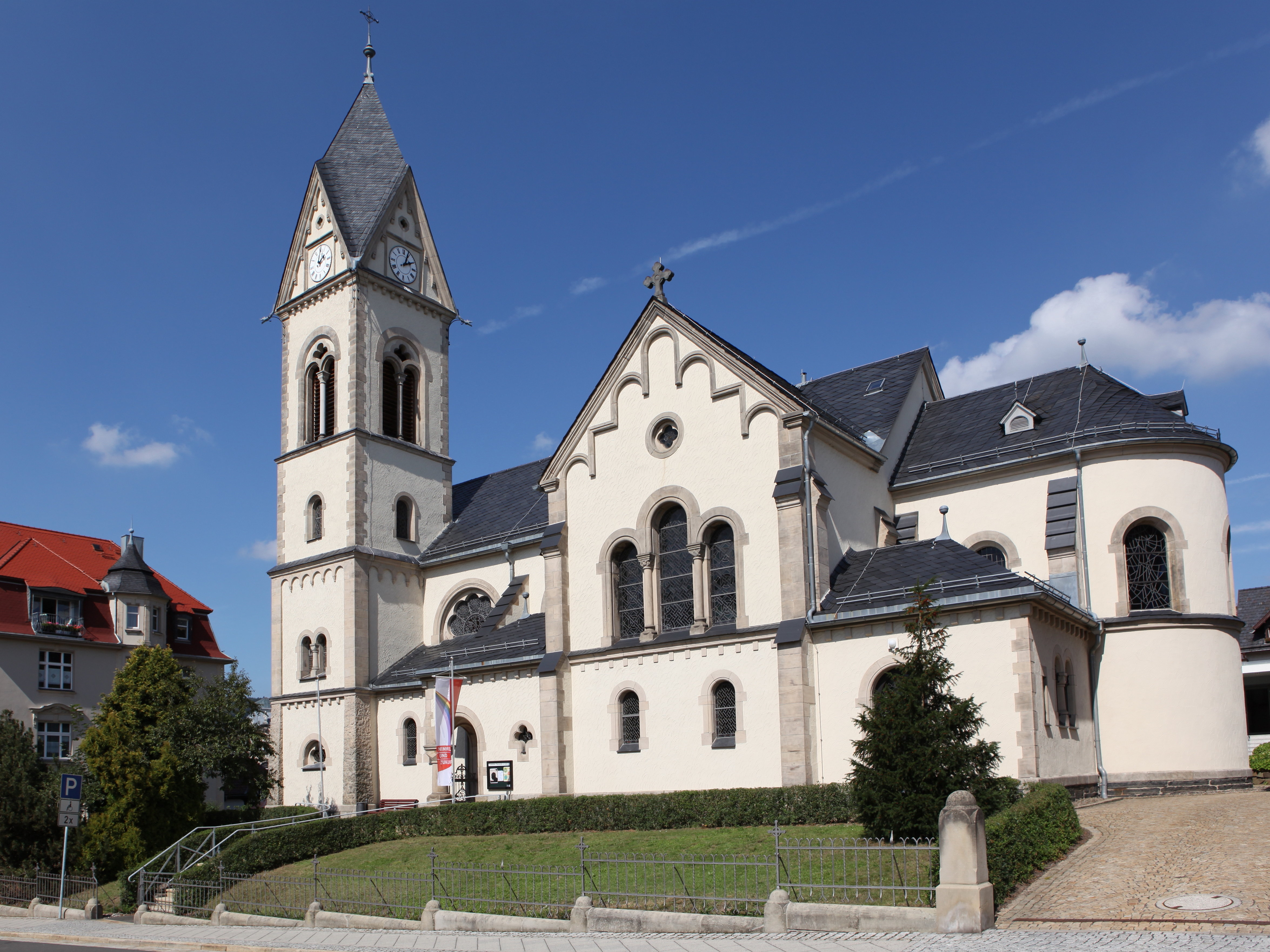
St. Stefan in Sonneberg

Die römisch-katholische Pfarrkirche St. Stefan ist eine neuromanische Gewölbebasilika in Sonneberg im thüringischen Landkreis Sonneberg. Sie gehört zur Pfarrgemeinde St. Stefan Sonneberg im Dekanat Meiningen des Bistums Erfurt. Die im Jahr 1903 geweihte Kirche trägt das Patrozinium des heiligen Stefanus.

## Geschichte
Der erste katholische Gottesdienst nach der Einführung der Reformation in Sonneberg im Jahr 1525 wurde am 26. Dezember 1887 in einem Raum der alten Gewerbeschule gehalten. Eine Seelsorgestelle wurde 1892 eingerichtet. Einen Kirchenbauverein gründete die Gemeinde im Jahr 1901. Der Bau der Kirche erfolgte 1902/03 städtebaulich markant in der Unteren Stadt, die in der Zeit zwischen den Gründerjahren und dem Ersten Weltkrieg entstand, im Kreuzungsbereich der Rathenau- und Juttastraße. Der Entwurf für die Basilika stammte von den Berliner Regierungsbaumeistern Georg Reimarus & Otto Hetzel. Am 13. Juli 1903 wurde die Kirche vom Würzburger Bischof Ferdinand von Schlör geweiht. Die Ausmalung des Kircheninnern durch Kaspar Schleibner war im November 1913 fertiggestellt und die Orgel des Orgelbaumeisters Willibald Siemann erklang erstmals im Juli 1913.
1919 ersetzten neue, bei den Gebrüdern Ulrich in Apolda gegossene Eisenhartgussglocken die im Ersten Weltkrieg eingeschmolzenen Glocken.
Am 1. Februar 1923 wurde die Kuratie zur Pfarrei im Bistum Würzburg erhoben. Schäden aus dem Zweiten Weltkrieg führten 1951 zu einer Neufassung des Kircheninneren. Hierbei wurde die alte Bemalung aufgegeben. 1954 wurde im Erdgeschoss des Westturms eine Gedächtniskapelle für die Opfer der Weltkriege eingerichtet. 1962 veranlasste die Gemeinde einen Umbau der Orgel durch die Stadtilmer Orgelbaufirma Lothar Heinze auf 23 Register, zwei Manuale und Pedal. Mitte der 1960er Jahre erfolgte nach der allgemeinen Erneuerung der Liturgie eine Umgestaltung des Altarraums. Der alte Hochaltar, die Seitenaltäre, Kanzel und Kommunionbank wurden entfernt und ein Altar im vorderen Teil des Chorraumes in moderner Form aufgestellt. 2002 kam es wieder zu einer Umgestaltung und Vergrößerung des Altarraums. Der Altar, Ambo und Tabernakel wie auch die Beleuchtung wurden neu geschaffen und die Farbgebung der Kirche erneuert. Im Jahr 2005 ließ die Gemeinde den Glockenstuhl instand setzen und in einer Glockengießerei in Passau drei Bronzeglocken als Ersatz für die schadhaften Eisenhartgussglocken gießen, die 2006 geweiht wurden. Eine neue Orgel der Orgelbauer Claudius Winterhalter und Thomas Jann weihte am 29. September 2013 der Erfurter Weihbischof Reinhard Hauke.

## Architektur

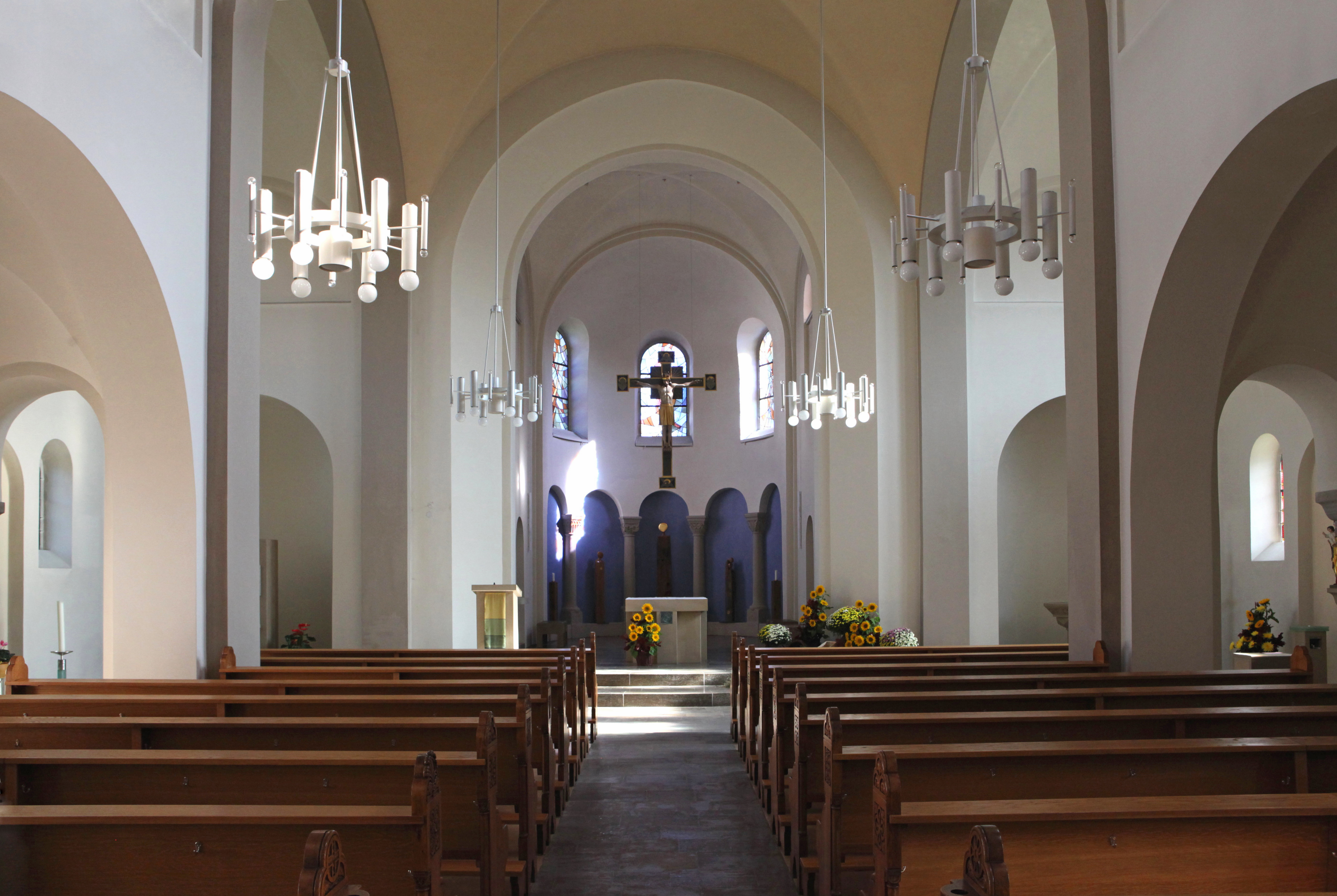
Innenraum

Die neuromanische, kreuzförmige, dreischiffige Gewölbebasilika hat ein Querhaus. Das etwa 31 Meter lange und maximal 17,5 Meter breite Gotteshaus hat etwa 180 Sitzplätze. Die Seitenschiffe münden in die nordwestlichen Turmuntergeschosse. Südlich steht der 31 Meter hohe, viergeschossige Glockenturm mit einem Rhombendach und quadratischem Grundriss und nördlich ein kleinerer, runder, zweigeschossiger Turm mit einem Kegeldach. Zwischen den Türmen befindet sich der Haupteingang mit einem Säulenportal. Darüber sind ein Dreiecksgiebel mit einem Relief mit der Anbetung des Lammes und ein Rosettenfenster angeordnet. Vorgelagert ist ein Treppenaufgang. Ein eingezogener, einjochiger Chor mit einer halbrunden, von Anbauten flankierten Apsis bildet den südöstlichen Abschluss. Die Dächer sind mit Schiefer gedeckt und die weiß verputzte Fassade mit Sandsteinen gegliedert. Der Kircheninnenraum ist vollständig überwölbt. Zwischen den Türmen überspannt eine kleine Orgelempore das Mittelschiff.

## Ausstattung
An bauzeitlicher Ausstattung sind noch das Sandsteintaufbecken, die Heiligenfiguren der Nebenaltäre und das Triumphkreuz im Chor sowie die 14 Kreuzwegstationen in den Seitenschiffen vorhanden. Letztere sind Werke des Würzburger Bildhauers Heinz Schiestl. Die bis auf den Chor bauzeitliche Bleiverglasung stammt von der Werkstatt Wilhelm Franke aus Naumburg und zeigt geometrische Formen sowie figürliche und ornamentale Glasmalerei.

## Orgel

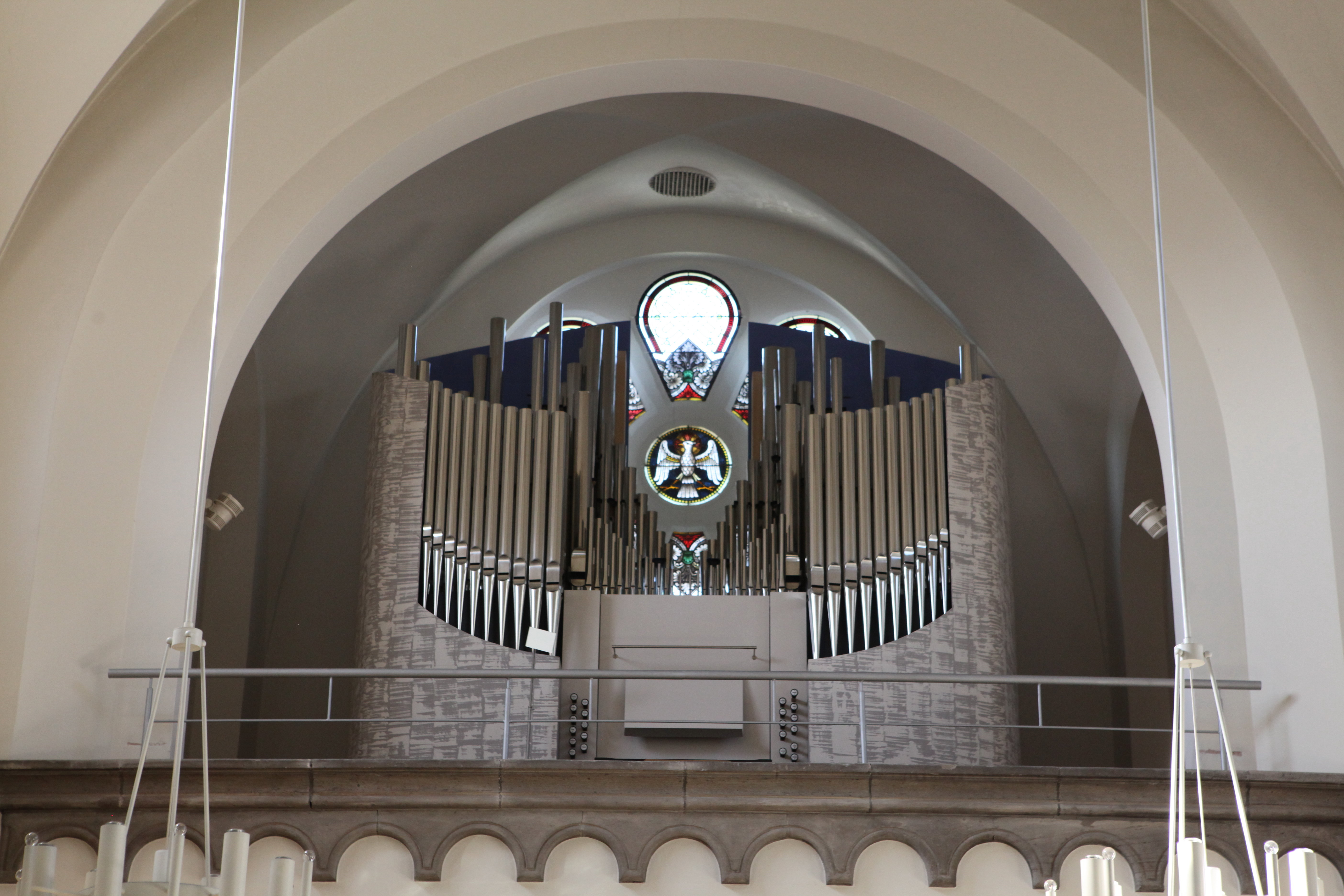
Orgel

Die Orgel, die von den Orgelbaufirmen Claudius Winterhalter und Thomas Jann Orgelbau gebaut wurde und 2013 eingeweiht wurde, hat bei 1.185 Pfeifen 17 Register, zwei Manuale und Pedal. Die Spiel- und die Registertrakturen sind mechanisch. Die Disposition lautet
| I Hauptwerk C–g3 |       |
| Principal        | 8′    |
| Gedeckt          | 8′    |
| Holzflöte        | 8′    |
| Salicional *     | 8′    |
| Octave           | 4′    |
| Rohrflöte *      | 4′    |
| Sesquialter      | 2 ⁄3′ |
| Quint major **   | 2 ⁄3′ |
| Superoctave      | 2′    |
| Mixtur IV–V      | 1 ⁄3′ |
| Quint minor **   | 1 ⁄3′ |
| Trompete         | 8′    |

| II Nebenwerk C–g3 |       |
| Bourdon           | 8′    |
| Salicional        | 8′    |
| Fugara            | 4′    |
| Rohrflöte         | 4′    |
| Sesquialter II *  | 2 ⁄3′ |
| Flageolet         | 2′    |
| Superoctave *     | 2′    |
| Oboe              | 8′    |
| Tremulant         |       |

| Pedal C–f1 |     |
| Subbass    | 16′ |
| Octavbass  | 8′  |
| Fagottbass | 16′ |

* = Wechselschleife
** = Vorauszug
- Koppeln: II-I, I-P, II-P, sub II-I